# Miyako, Fukuoka
Miyako (japanska: みやこ町?, Miyako-machi) är en landskommun (köping) i den östra delen av Fukuoka prefektur i Japan. Kommunen bildades 2006 genom en sammanslagning av kommunerna Katsuyama (勝山), Saigawa (犀川) och Toyotsu (豊津). 